# Artur Kozłowski (sportowiec)
Artur Kozłowski (ur. 19 stycznia 1985) – polski lekkoatleta z Sieradza, specjalista od biegów na długich dystansach, siedmiokrotny mistrz Polski. Od 2024 roku dyrektor Centralnego Ośrodka Sportu – Ośrodka Przygotowań Olimpijskich w Spale.

## Osiągnięcia
Zawodnik MULKS-MOS Sieradz reprezentował Polskę na Mistrzostwach Świata w półmaratonie, gdzie zajął 48. miejsce z czasem 1.08:24 s. (12 października 2008, Rio de Janeiro). Do większych sukcesów tego zawodnika zaliczyć należy 7. miejsce w biegu na 10 000 metrów podczas Młodzieżowych Mistrzostw Europy w Lekkoatletyce (Debreczyn 2007) oraz srebro w drużynie młodzieżowców podczas Mistrzostw Europy w biegach przełajowych (Toro w Hiszpanii 2007) (rok wcześniej we włoskim San Giorgio su Legnano Kozłowski z drużyną sięgnęli po brąz). Wielokrotny medalista mistrzostw Polski seniorów, w tym siedmiokrotny złoty medalista (Piła 2008, półmaraton, Bydgoszcz 2009, 5000 m, Gdańsk 2012, 10 km, Toruń 2013, 5000 m, Gdańsk 2014, 10 km, Warszawa 2015, 5 km, Warszawa 2016, maraton). W 2016 znalazł się w reprezentacji Polski na Igrzyska Olimpijskie w Rio de Janeiro.

## Rekordy życiowe
- bieg na 800 metrów – 1:53,26 s. (2003)
- bieg na 1500 metrów – 3:48,78 s. (2009)
- bieg na 2000 metrów – 5:13,50 s. (2009)
- bieg na 3000 metrów – 7:56,78 s. (2011)
- bieg na 5000 metrów – 13:46,66 s. (2009)
- bieg na 10 000 metrów – 28:48,74 s. (2009)
- półmaraton – 1:03:36 (2009)
- maraton – 2:10:58 (15 kwietnia 2012, Wiedeń) – 12. wynik w historii polskiej lekkoatletyki[5]